# Хаджи Байрамли (Боймишко)
Хаджи Байрамли е бивше село в Егейска Македония, Гърция, разположено на територията на дем Пеония в административна област Централна Македония.

## География
Селото е било разположено в североизточните поли на планината Паяк (Пайко), на 2 km югозападно от село Алчак (Хамило), близо до граничния контролно-пропускателен пункт със Северна Македония Сехово (Идомени).

## История
В XIX век Хаджи Байрамли е малко турско село. Боривое Милоевич пише в 1921 година („Южна Македония“), че Хаджи Байрам (Хаџи-бајрам) има 55 къщи турци. Селото се разпада по време на Първата световна война и след нея не е обновено.